# はんぶんこ (佐香智久の曲)
「はんぶんこ」は、佐香智久の3枚目のシングル。

## 解説
2ndシングル「ずっと」から約2ヶ月ぶりのリリース。｢はんぶんこ｣の発売記念イベントは、デビュー以来、最多である全国8カ所で開催された。

## 収録曲
全編曲：Sorao Mori
1. はんぶんこ[5:28]
作詞：佐香智久、Tomoyuki Ogawa／作曲：Tomoyuki Ogawa
  - TBS系「COUNT DOWN TV」2012年8月期オープニングテーマ
  - テレビ神奈川「sakusaku」2012年8月度エンディングテーマ
2. 会いたくて  [4:30]
作詞：佐香智久、RYO NAKAMURA／作曲：RYO NAKAMURA
3. ありんこ [3:38]
作詞・作曲：佐香智久
4. はんぶんこ (INSTRUMENTAL)
5. 会いたくて (INSTRUMENTAL)
6. ありんこ (INSTRUMENTAL)